# Trachymene oblonga
Trachymene oblonga är en flockblommig växtart som först beskrevs av Spencer Le Marchant Moore, och fick sitt nu gällande namn av Minosuke Hiroe. Trachymene oblonga ingår i släktet Trachymene och familjen flockblommiga växter. Inga underarter finns listade i Catalogue of Life.